# 皆与志町
皆与志町（みなよしちょう）は、鹿児島県鹿児島市の町。郵便番号は891-1206。人口は1,231人、世帯数は807世帯（2020年4月1日現在）。
1950年（昭和25年）10月1日に鹿児島郡伊敷村が鹿児島市に編入された際、それまでの大字皆房（かいぼう）及び大字比志島（ひしじま）の全域を以て鹿児島市の町「皆与志町」として新たに設置された。この項目では皆与志町の前身にあたる大字「皆房」及び大字「比志島」についても述べる。

## 地理
鹿児島市北部、甲突川の中流域に位置している。町域の北方には東俣町、北方から東方にかけては本名町、南方には岡之原町、花野光ヶ丘、犬迫町、東方には岡之原町、西方には川田町がそれぞれ接している。
中央部を東西に比志島川が流れており、西端にて甲突川に合流している。町域の中央部に鹿児島市立皆与志小学校、南部に鹿児島県立皆与志特別支援学校が所在している。集落は皆房、無田平、下組、比志島、菖蒲谷、転住、中組、塚谷がある。

### 山岳
- 三重嶽

### 河川
- 甲突川
  - 比志島川

## 歴史

### 前史
1950年（昭和25年）10月1日の鹿児島市編入時にそれまでの大字皆房及び大字比志島の全域を以て皆与志町として新たに設置された。前史節では皆与志町が設置される1950年（昭和25年）10月1日までの歴史について述べる。

#### 中世
比志島は鎌倉時代より見える地名であり、薩摩国満家院のうちであった。比志島名は現在の皆与志町及び小山田町の一部の区域にあたる。
天福元年（1233年）10月2日の「僧智弘等三人契約状」に比志島の地名が見え、税所氏に対して与えられた比志島などの土地を僧智弘・実範・紀道房が栄尊に与えるように要求し、税所義祐の承諾が得られたとされる。栄尊は比志島氏の始祖とされる上総法橋栄尊のことを指している。寛元5年（1247年）には栄尊が満家院のうち比志島・河田（現在の川田町）・西俣（現在の西俣町）・城前田・上原薗の五か所について名主職を譲渡された。この所領知行については宝治元年（1247年）に守護である島津氏の島津忠時の承認を得て、関東御教書が発行され、宝治2年（1248年）には六波羅探題の施行状を得た。
以後、比志島氏は所領の増減がありつつも、比志島・河田・西俣の3名については鎌倉時代を通して確保された所領であった。比志島氏の一族は小山田の小山田氏、上原薗の上原氏、郡山の郡山氏などの支族があり、それぞれ所領を支配していた。建長5年（1253年）には栄尊より祐範に比志島など5名の所領、孫の忠範には惣領職が譲られたが、栄尊以降は比志島氏が直接統治した領地としては比志島名のみであり、その他の西俣名・河田名・前田名などについては祐範の弟らがそれぞれ代官職を領地した。
南北朝時代の比志島氏は小規模な名主職を基礎とした収入が主であり、経済生活が窮乏していた。このため比志島氏に対しても徳政令によって徳政が実施された。南北朝の内乱によって薩摩国の在地も内乱の舞台となり、北朝側についていた比志島氏に対して、矢上氏などの鹿児島郡司一族は南朝側によって建武4年（1337年）から翌5年（1338年）にかけて比志島にあった比志島城が襲撃されている。比志島城は鎌倉時代から戦国時代まで比志島村にあった城であり、比志島氏の居城であった。
室町時代には、皆房が地名として見え、薩摩国鹿児島郡のうちであった。寛正6年（1465年）の「鹿児島諏訪社祭次第」に皆房村の記載がある。

#### 近世
江戸時代の比志島村は薩摩国日置郡鹿児島近在のうちであり、村高は「天保郷帳」では1,113石余、「郡村高辻帳」では1,113石余、「三州御治世要覧」では918石余、「旧高旧領取調帳」では956石余であった。
天正年間には島津氏の直轄領となり、それまで比志島を統治していた比志島氏の比志島義基は移封され栗野（現在の湧水町栗野地区）地頭、その後日向国の曽井（現在の宮崎県宮崎市）地頭となった。鹿児島近在の他の村が鹿児島郡に属するのに対して比志島村は日置郡に属していたが、明治時代初期の「旧高旧領取調帳」によれば鹿児島郡に属していたとされる。
皆房村は薩摩国鹿児島郡鹿児島近在のうちであり、村高は「三州御治世要覧」では235石余、「天保郷帳」では152石余であった。天保年間に皆房村は比志島村に合併されたが、明治時代初期に再び皆房村が比志島村から分離された。

#### 町村制施行以後
1889年（明治22年）4月1日に町村制が施行されたのに伴い、鹿児島近在のうち上伊敷村、下伊敷村、小野村、犬迫村、小山田村、皆房村、比志島村の区域より鹿児島郡伊敷村が成立した。それに伴って、それまでの皆房村の区域は伊敷村の大字「皆房」となり、それまでの比志島村は伊敷村の大字「比志島」となった。

### 皆与志町の成立以降
1950年（昭和25年）10月1日には、伊敷村が鹿児島郡東桜島村とともに鹿児島市に編入された。これに伴い、同年10月18日に鹿児島県公報に掲載された鹿児島県の告示である「 鹿兒島市の一部大字の變更」により、伊敷村が鹿児島市に編入された10月1日に大字皆房及び大字比志島の区域を以て新たに鹿児島市の町「皆与志町」が設置された。
尚、町名の由来は皆与志小学校に因む。
1992年（平成4年）9月14日に花野団地地区において住居表示が実施されるのに伴い、岡之原町及び皆与志町の一部より花野光ヶ丘二丁目が設置された。

### 町域の変遷
| 実施後                   | 実施年             | 実施前             |
| ------------------------ | ------------------ | ------------------ |
| 皆与志町（新設）         | 1950年（昭和25年） | 大字皆房（全域）   |
| 皆与志町（新設）         | 1950年（昭和25年） | 大字比志島（全域） |
| 花野光ケ丘二丁目（新設） | 1992年（平成4年）  | 岡之原町（一部）   |
| 花野光ケ丘二丁目（新設） | 1992年（平成4年）  | 皆与志町（一部）   |

## 人口
以下の表は国勢調査による小地域集計が開始された1995年以降の人口の推移である。
| 年                 | 人口  |
| ------------------ | ----- |
| 1995年（平成7年）  | 1,689 |
| 2000年（平成12年） | 1,649 |
| 2005年（平成17年） | 1,582 |
| 2010年（平成22年） | 1,473 |
| 2015年（平成27年） | 1,408 |

## 施設

### 教育

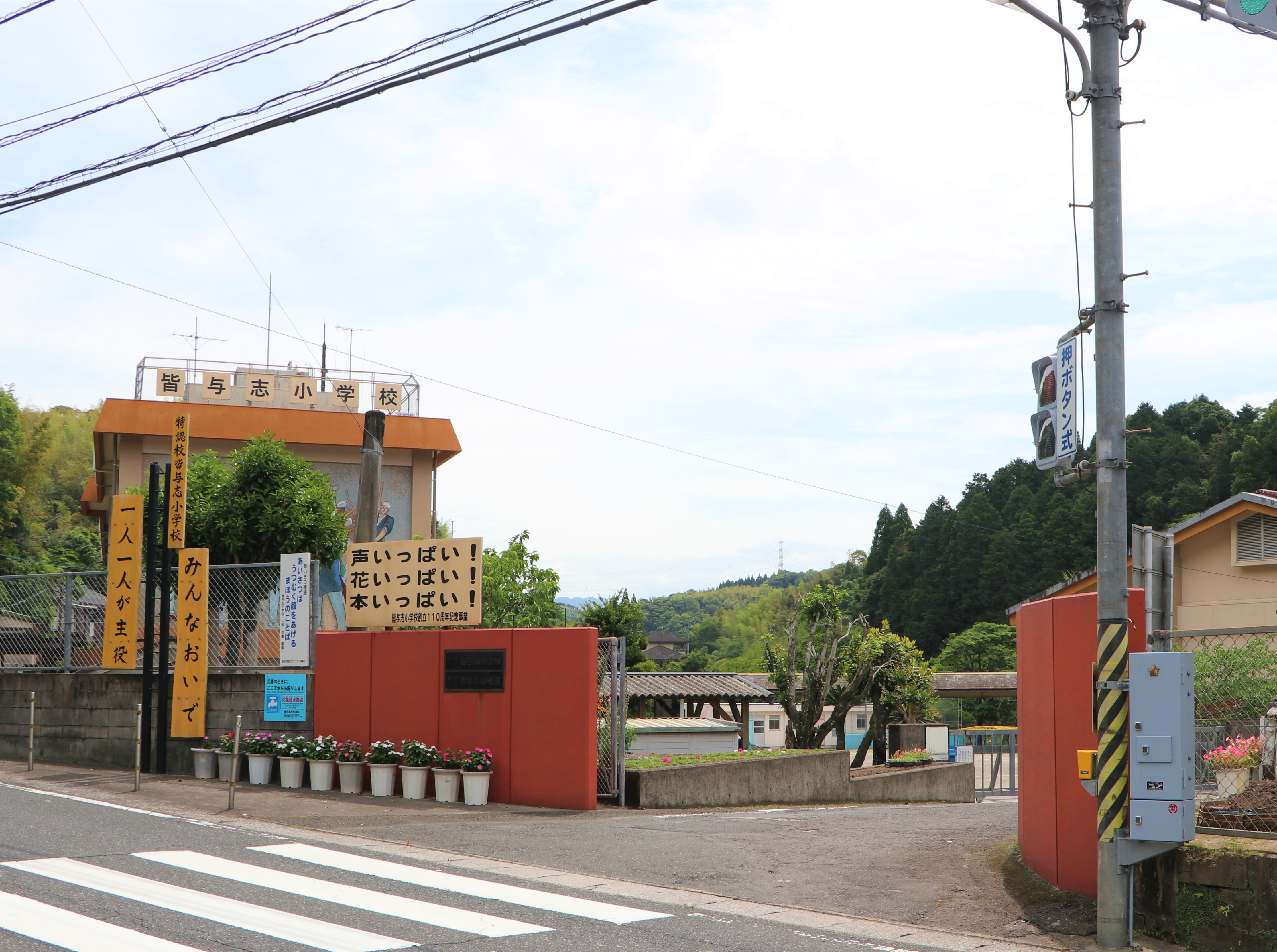
鹿児島市立皆与志小学校

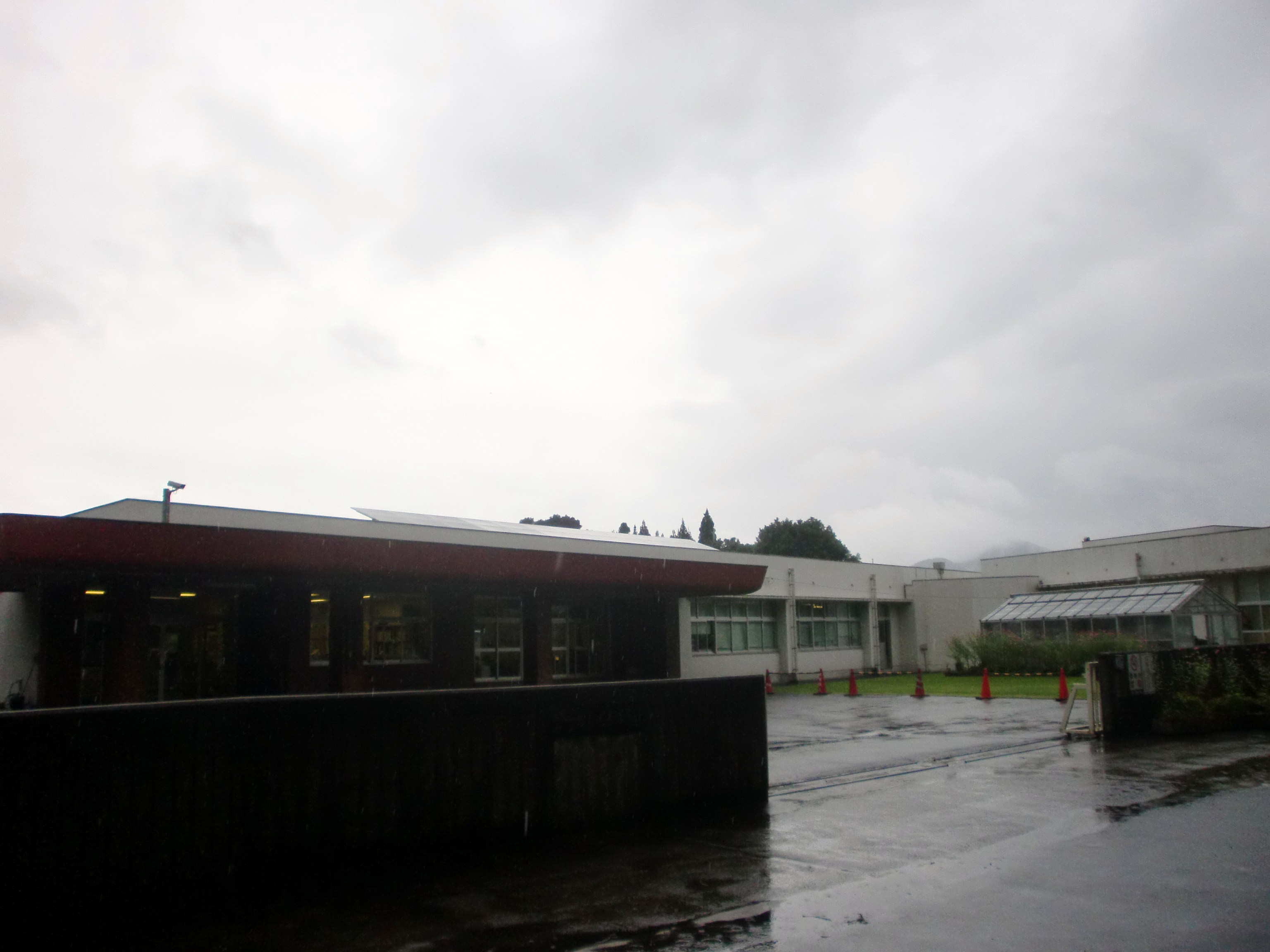
鹿児島県立皆与志特別支援学校

- 鹿児島県立皆与志特別支援学校[36]
- 鹿児島市立皆与志小学校[37]
- 鹿児島市立皆与志幼稚園[38]

### 寺院
- 諏訪神社
- 西本願寺鹿児島別院皆与志出張所

## 教育

### 鹿児島市立皆与志小学校
「鹿児島市立皆与志小学校」は、皆与志町4307番地にある市立小学校である。明治維新前に比志島村出身でのちに日本の警察制度を確立した「日本警察の父」として知られ初代大警視（現在の警視総監）となった川路利良（後述）によって設立された私塾「明命黌」を前身としている。
1876年（明治9年）に比志島小学校として設立され、1890年（明治23年）に比志島小学校と皆房分校が合併し、1892年（明治25年）には皆与志尋常小学校となった。1950年（昭和25年）10月1日に伊敷村が鹿児島市に編入されたのに伴い鹿児島市立となった。2014年（平成26年）現在の児童数は56名、学級数は7である。小規模校であり特認校に指定されている。

### 鹿児島県立皆与志特別支援学校
「鹿児島県立皆与志特別支援学校」は、皆与志町1782番地1号にある県立の特別支援学校である。養護学校教育の義務化に伴って1979年（昭和54年）に開校した。やまびこ整肢学園に隣接して建設され、小学部及び中学部が設置された。2014年（平成26年）現在の児童生徒数は26名、学級数は12である。2023年（令和5年）4月1日に鹿児島県立皆与志特別支援学校へ改称した。
しかし、やまびこ医療福祉センター（旧やまびこ整肢学園）を利用する学齢期の入所者が減少し、2023年度（令和5年度）末で廃止され、在校生は鹿児島県立鹿児島特別支援学校（鹿児島市）に学籍を移すことになった。

### 小・中学校の学区
市立小・中学校に通う場合、学区（校区）は以下の通りとなる。
| 町丁     | 地区   | 小学校                 | 中学校               |
| -------- | ------ | ---------------------- | -------------------- |
| 皆与志町 | 河頭   | 鹿児島市立伊敷小学校   | 鹿児島市立河頭中学校 |
| 皆与志町 | 皆房   | 鹿児島市立花野小学校   | 鹿児島市立河頭中学校 |
| 皆与志町 | その他 | 鹿児島市立皆与志小学校 | 鹿児島市立河頭中学校 |

## 著名な出身者

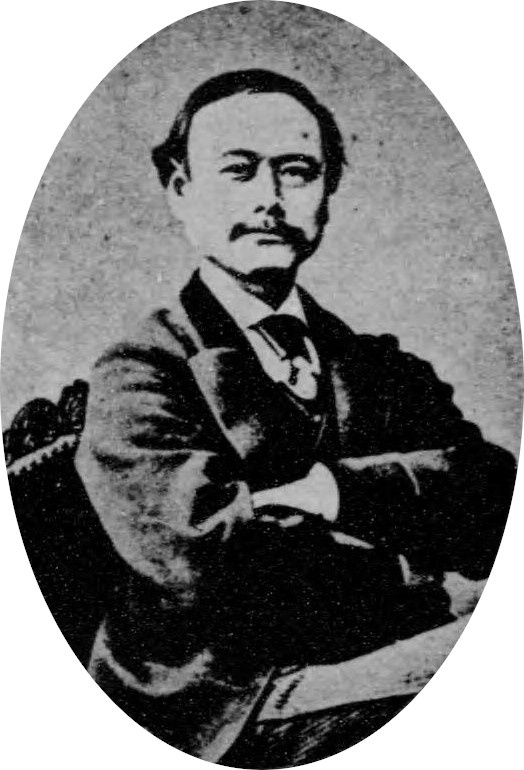
川路利良

- 川路利良（内務官僚・警察官、初代大警視）
比志島村出身[47]。17歳の時に比志島村から薬師馬場町に転居している[48]。日本における警察制度の創設者であり「日本警察の父」と称される[47][49]。1874年（明治7年）に警視庁を創設し初代大警視（現在の警視総監）に就任した[49]。生家跡には牧野伸顕・川上親晴による「大警視川路利良誕生地之碑」が建立されている。鹿児島県警察の警察学校の恒例行事として「大警視川路利良誕生地之碑」まで歩き、碑の付近を清掃する行事が行われる[50]。

## 交通

### 道路
一般国道
- 国道3号

### 路線バス
JR九州バス
- 北薩線：河頭

鹿児島交通
- 岳-鹿児島駅：河頭

鹿児島市コミュニティバス（あいばす）
- 伊敷東部地区
  - 皆与志町・伊敷五丁目ルート
皆房中央 - 皆房上 - 下向 - 岩下 - 大平 - 医療福祉センター入口 - 牟田ヶ平 - 菖蒲谷口 - 菖蒲谷入口 - 菖蒲谷 - 白木墓地入口 - 転住 - 島村 - 三重岳入口 - （郡山地域方面）
（郡山地域方面）- 三重岳入口 - 島村 - 皆与志農村広場前 - 転住 - 白木墓地入口 - 菖蒲谷 - 菖蒲谷入口 - 皆与志農協前 - 宮之平 - 泰山荘前 - 中道 - 小坂 - 上戸 - 岩下 - 下向 - 皆房上 - 皆房公民館
  - 高塚・栄ルート / 春山・大久保ルート
（郡山地域方面） - 皆与志農協前 - 宮之平 - 大警視 - 中組 - 土山 - 白木山 - 塚谷